# Gégène

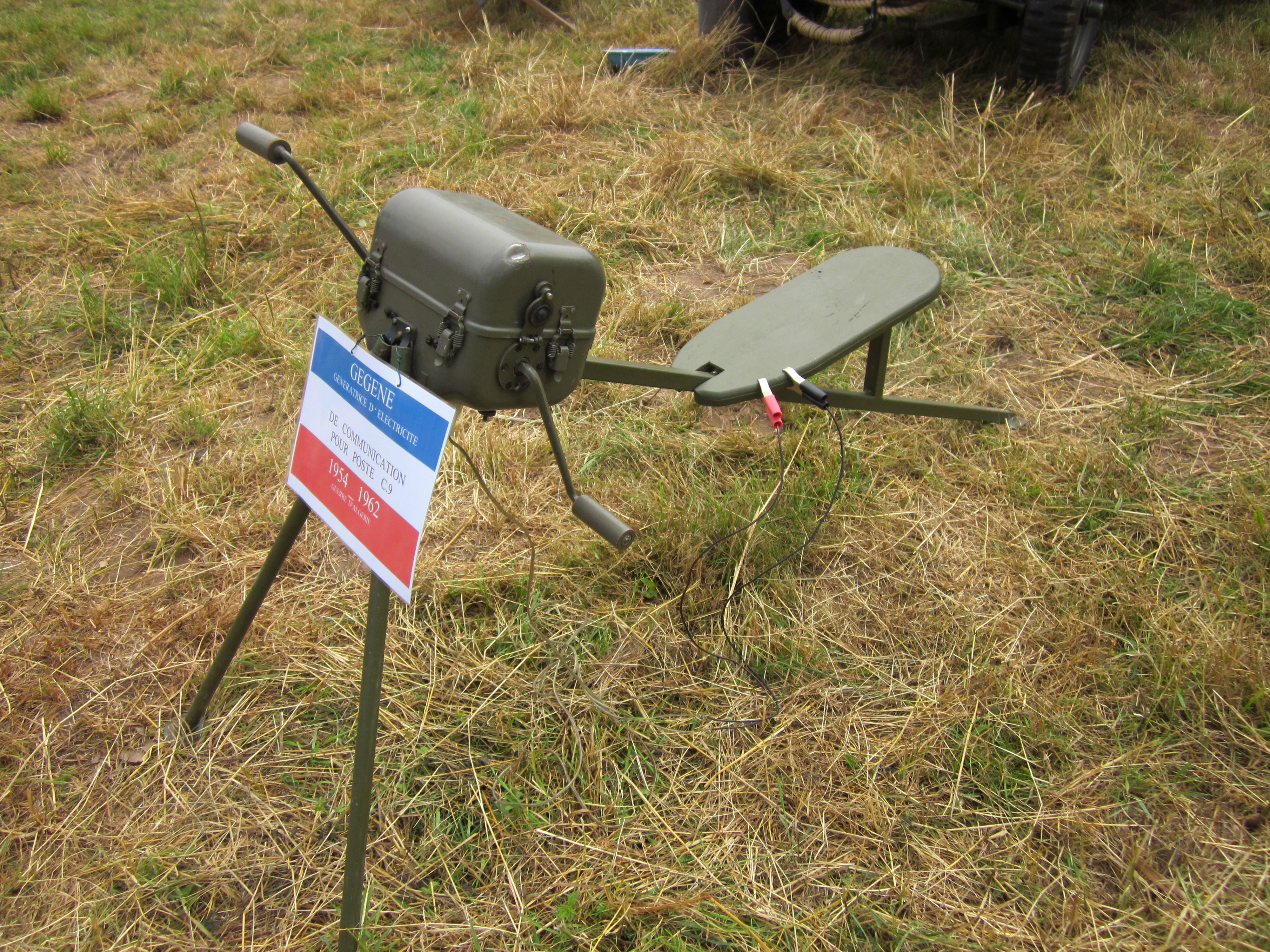
Gégène

Eine Gégène ist im französischen Militärjargon ein Diminutiv für Stromgenerator, ist aber vor allem als Gerät bekannt geworden, das zwar für die Stromversorgung von Feldtelefonen gedacht war, aber während des algerischen Unabhängigkeitskrieges auch als Folterinstrument eingesetzt wurde.

## Verwendung
Die Verwendung von Elektrizität als Foltermethode war seit langem bekannt. In der französischen Armee wurde die Gégène wurde dafür gerne benutzt, weil sie leicht zu transportieren und überall einsetzbar war. Ihre Verwendung geht zwar auf den Französischen Indochinakrieg zurück, besonders häufig wurde sie jedoch während des Algerienkrieges eingesetzt. Die Verwendung wurde in Colonel Bigeards Buch Le manuel de l’officier de renseignement ausführlich beschrieben.  Das Prinzip besteht darin, eine der beiden Elektroden (+/-) am Ohr und die andere entweder an den männlichen Genitalien oder bei Frauen an einer der Brustwarzen zu befestigen und dann Strom durch sie hindurchzuleiten.

Die verwendeten Folterinstrumente und -methoden waren vielfältig: 

„Sont utilisés: la gégène, la baignoire, le supplice de l’eau, les sévices, l’humiliation.“